# Aeroporto Memorial Sikorsky
Aeroporto Memorial Igor I. Sikorsky (IATA: BDR, ICAO: KBDR, FAA  LID: BDR) é um aeroporto público no Condado de Fairfield, Connecticut, pertencente a cidade de Bridgeport. Está a três milhas (6 km) à sudeste do centro, na cidade de Stratford. Antigamente, era o Aeroporto Municipal Bridgeport. 
O plano nacional de sistemas de aeropotos integrados para 2011-2015 foi chamado de facilidade de Aviação geral. Ele tem três operadores de base fixos (FBO - Termo em Inglês) e várias empresas privadas de hangares. O último serviço de companhias aéreas foi US Helicopter, com voos programados para Nova Iorque no Downtown Manhattan Heliport, continuando para o Aeroporto Internacional John F. Kennedy. Em 25 de setembro de 2009, US Helicopter encerrou seus voos.

## História
O aeroporto era originalmente conhecido como Campo Avon, uma pista onde os aviões pousavam em um campo de grama. Ele foi o local do primeiro show aéreo realizado em 1911, sob o fundamento de que agora seria o cemitério St. Michaels. tornou-se conhecido como Campo Mollison depois que o Capitão Jim Mollison aterrissou lá em 1933 durante uma tentativa de voar sobre o Atlântico. A Cidade de Bridgeport comprou o aeroporto em 1937, que após isso, tornou-se o Aeroporto Municipal Bridgeport.
Em 17 de outubro de 1962, o Presidente John F. Kennedy fez um discurso neste aeroporto.
Em 1972 foi renomeado como Aeroporto Memorial Igor I. Sikorsky, honrando o  mais famoso inquilino do aeroporto, Igor Sikorsky, que escolheu Stratford como local para sua Empresa de Aviação Sikorsky , em 1929.
Em 2 de novembro de 1992, o Presidente George H W Bush fez um discurso neste aeroporto.
Na década de 1950, a American Airlines e a Convair pousavam em Bridgeport, uma vez por dia em cada sentido; eles deixaram o aeropoto em 1960, substituindo por Allegheny, até 1975-76.
Em um período, nos anos 1980, o aeroporto teve três companhias aéreas, US Airways Express, Delta Connection, e Continental Connection, mas o serviço do aeroporto diminuiu na década de 1990. Companhias aéreas queixaram-se de que a pista curta não permitia que aviões de maior porte pousassem. Continental Connection deixou o aeroporto em 1994, seguido da Delta Connection, em 1997. Finalmente, em novembro de 1999, US Airways Express, cancelou seu serviço, deixando Bridgeport sem nenhuma companhia aérea.
O aeroporto tem sido objeto de intenso debate em Stratford e Bridgeport. Enquanto a Cidade de Bridgeport possui o aeroporto, toda a propriedade fica na Cidade de Stratford. Antes do final da segunda Guerra Mundial, nada mais do que salinas cercavam o aeroporto, mas nos anos 1950 e 1960 Stratford permitiu o extensso desenvolvimento de empreendimentos residenciais na área Lordship perto do aeroporto. Bridgeport tem pressionado para a expansão da pista e do terminal, na esperança de atrair novos serviços para o aeroporto, argumentando que o serviço do aeroporto é necessário para o crescimento da economia de Bridgeport. Stratford dispõe de oposição na expansão do terminal e alongamento da pista que possam interferir com estradas existentes. Mesmo quando o aeroporto foi servido pelas principais operadoras, Stratford defendeu limites para voos por causa do barulho no Lordship e bairros do extremo sul. Em 2003, a Administração Federal de Aviação mandatou o alongamento das duas pistas com derrapagens de segurança não pavimentadas em cada extremidade. Funcionários de Stratford e Connecticut, têm resistido ao esforço da FAA para instalar as derrapagens, mas a ANAC notificou Stratford, Bridgeport e funcionários do estado que poderá se obter uma ordem do tribunal federal para uso de domínio eminente para completar as derrapagens.
Em junho de 2006, a US Helicopter começou voos programados para Nova Iorque no Downtown Manhattan Heliport, continuando para o Aeroporto Internacional John F. Kennedy. Esta foi a primeira companhia aérea do serviço desde 1999. Em 25 setembro de 2009 US Helicopter subitamente encerrou seus voos.
Em fevereiro de 2007, os legisladores do estado de Bridgeport, em um esforço para forçar a expansão, introduziu uma legislação permitindo que o Estado de Connecticut assumam o aeroporto. Funcionários de Stratford preferem que a cidade apropriae-se do aeroporto e se opõem à proposta de aquisição do estado.

## Instalações e aeronaves

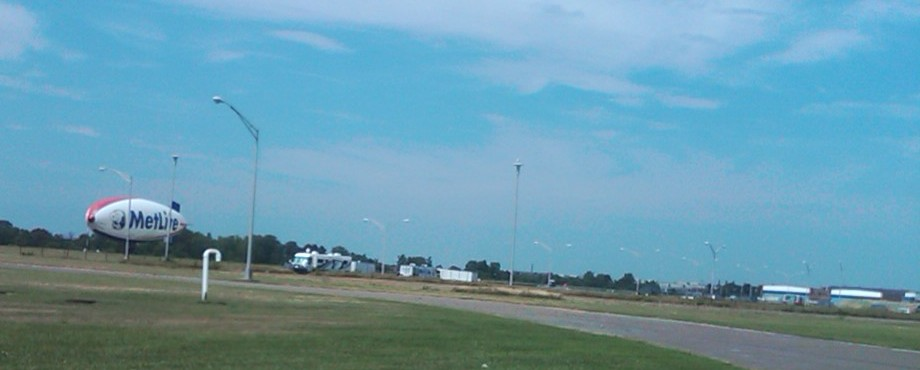
O Metlife blimp no campo sul em julho de 2011.

O Aeroporto Memorial Igor I. Sikorsky cobre 800 hectares (324 ha) em uma elevação de 9 metros (3 m) acima do nível médio do mar. Ele tem duas Pistas Asfaltadas: 11/29 é 4,761 por 150 pés (1,451 x 46 m) e 6/24 é 4,677 por 150 pés (1,426 x 46 m). Ela tem heliporto asfaltado 40 por 40 pés (12 x 12 m).
No ano que terminou em 30 de junho de 2010, o aeroporto tinha 67,951 operações de aeronaves, em média 186 por dia: 96% aviação geral, 3% de táxi aéreo, e 1% militares. 190 aeronaves foram, em seguida, com base no aeroporto: 74% motor único, 13% Jatos, 11% multi-motor, e 3% de helicóptero.
O Connecticut Wing Civil Air Patrol 022nd Stratford Esquadrão compoto de Águias (NER-CT-022) opera a partir deste aeroporto.